# ستاد حقوق بشر
ستاد حقوق بشر یکی از زیرمجموعه‌های شورای عالی امنیت ملی جمهوری اسلامی ایران است که ساختار اداری آن، ذیل قوه قضائیه ایران تعریف شده‌است. این ستاد در سال ۱۳۸۴ شروع به کار کرد.

## اعضا
براساس تصویب شورای عالی امنیت ملی اعضای جدیدی در دی ۱۴۰۱ به این ستاد اضافه شدند. اعضای جدید ستاد حقوق بشر قوه قضائیه شامل رئیس سازمان اطلاعات سپاه پاسداران، رئیس ستاد کل نیروهای مسلح، رئیس سازمان صدا و سیما، رئیس کمیسیون امنیت ملی و سیاست خارجی مجلس شورای اسلامی و معاون امور زنان و خانواده رئیس‌جمهور از جمله اعضای جدید ستاد حقوق بشر هستند.

## مواضع
این ستاد انتصاب گزارشگر ویژه حقوق بشر در ایران توسط سازمان ملل متحد را رد و محکوم کرده و به شدت مخالف موضع کشورهای غربی در مورد وضعیت حقوق بشر در ایران است. همچنین معتقد است «چهره واقعی» حقوق بشر باید از طریق اسلام پیگیری شود.
این ستاد قوانین در برابر انکار هولوکاست را به چالش کشیده‌است و گسترش اسلام‌هراسی و کشف حجاب اجباری در مدارس فرانسه را به عنوان مخالفت با حقوق بشر خوانده‌است.

در سال ۱۳۸۹ محمد جواد لاریجانی دبیر وقت این ستاد با دفاع از مجازات سنگسار گفته بود سنگسار جزو «احکام شرع مقدس اسلام» است.

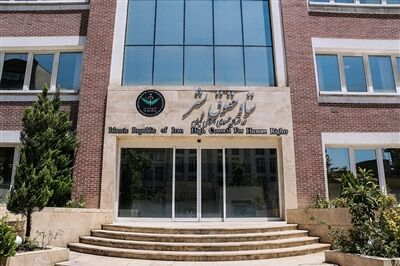
درب ورودی ساختمان ستاد حقوق بشر ایران

## کوتاهی در رسیدگی به حقوق انسانی زندانیان سیاسی
- شاهرخ زمانی؛ کمونیست، یک فعال کارگری و زندانی سیاسی بود که در پنجمین سال حبس بدون مرخصی خود، در زندان جمهوری درگذشت.

وی در سال ۱۳۹۰ به اتهام تلاش برای تشکیل سندیکای کارگری، به ۱۱ سال زندان، محکوم شده بود. او مدتی در سلول انفرادی بوده و نیز اعتصاب غذا هم کرده بود. وی حتی برای ازدواج دخترش و درگذشت مادرش هم، اجازهٔ مرخصی نیافت. شاهرخ زمانی در گذشته نیز به دلیل فعالیت‌های سیاسی کارگری‌اش ۱۸ ماه، زندانی شده بود.
وی پیش از درگذشت، در نامه‌ای به احمد شهید (گزارشگر ویژه امور حقوق بشر در ایران) از ارعاب و تهدید خود و اعمال فشار به خانواده‌اش شکایت کرده و از یکی از کارشناسان دیوان‌عالی کشور نقل قول کرده بود که در حق او اجحاف شده و "کوچک‌ترین ادله قانونی و محکمه پسندی که قاضی بتواند این حکم را بدهد موجود نیست.
او در این نامه نوشته بود: «یکی از افراد حقوق بشر اسلامی در تهران، در مقابل پیگیری زیاد پرونده، به همسر من گفته‌است: خانم! چیزی از اینجا عاید شما نخواهد شد؛ [زیرا] تصمیم، [در] جای دیگری گرفته شده‌است. شما تنها به حقوق بشر جهانی می‌توانید مراجعه کنید».

## نشانی
نشانی ستاد حقوق بشر قوه قضائیه: خیابان ولی‌عصر، روبه‌روی بزرگراه آیت‌الله هاشمی رفسنجانی (نیایش)، خیابان اسفندیار.